# 昆吾街道
昆吾街道是中华人民共和国河南省濮阳市华龙区下辖的一个街道办事处。

## 行政区划
昆吾街道下辖以下村级行政区划单位：
益民社区、安庄村、韩庄村、胜拐村、胡乜村、胡王合村、裴王合村、庞王合村、蔡王合村、绪村、九甲户村和马庄村。